# The Sunday Times
The Sunday Times és un periòdic dominical de gran format (en anglès: broadsheet) distribuït al Regne Unit i la República d'Irlanda. Publicat per Times Newspapers Ltd, subsidiària de News International, la qual també publica The Times, però els dos diaris van ser fundats independentment i pertanyen a la mateixa companyia només des de 1966. Rupert Murdoch va adquirir News International el 1981 i, per tant, tots dos diaris. Aquell any, the Sunday Times va començar a publicar anualment la llista de les persones més riques del món, en un intent d'incrementar les vendes.
Mentre el seu diari germà, The Times, té una circulació substancialment inferior a la del diari de més circulació del Regne Unit, The Daily Telegraph, The Sunday Times, amb 1.202.235 exemplars, ocupa una posició dominant en el mercat del diumenge, i amb els seus gairebé 1.3 milions d'exemplars en circulació iguala la dels rotatius The Sunday Telegraph, The Observer  i The Independent on Sunday junts.